# Dieter Hecking
Dieter-Klaus Hecking (* 12. September 1964 in Castrop-Rauxel) ist ein ehemaliger deutscher Fußballspieler sowie heutiger -trainer und -funktionär. Seit November 2024 ist er Cheftrainer des VfL Bochum.

## Spielerkarriere

### Verein
Hecking begann seine Spielerkarriere bei Westfalia Soest. Die nächsten Stationen waren der Soester SV, Borussia Lippstadt und der 1. FC Paderborn. 1983 unterschrieb er seinen ersten Profivertrag bei dem Bundesligisten Borussia Mönchengladbach. In zwei Jahren bestritt er sechs Bundesligaspiele.
Zur Saison 1985/86 wechselte er zu Hessen Kassel in die 2. Bundesliga. Bei den Hessen wurde der Mittelfeldspieler unter Trainer Jörg Berger zusammen mit Lothar Sippel zum Leistungsträger und erzielte in 102 Zweitligaspielen 18 Tore. Er stieg mit dem Verein in die Oberliga Hessen ab und wurde 1989 Torschützenkönig dieser Liga. In seiner Zeit in Kassel wurde Hecking hauptsächlich als offensiver Mittelfeldspieler und Stürmer eingesetzt.
Zwischen 1990 und 1992 spielte er für den Zweitligisten SV Waldhof Mannheim. In 54 Spielen erzielte er insgesamt 14 Tore, 11 davon in seiner ersten Saison. Zu seinen Mannschaftskameraden zählten u. a. der am Anfang seiner Karriere stehende Christian Wörns und der Routinier Norbert Nachtweih.
1992 wechselte er innerhalb der Zweiten Liga zum VfB Leipzig, für den er in der Saison 1992/93 31 Spiele absolvierte und ein Tor erzielte. Er stieg mit dem Verein in die Bundesliga auf, zählte 1993/94 zu dessen Leistungsträgern und absolvierte 30 Bundesligaspiele. Mit der Mannschaft stieg er am Ende der Saison ab.
1994 wechselte Hecking zu TuS Paderborn-Neuhaus in die damalige Regionalliga West/Südwest. Noch während der Hinrunde der Saison 1996/97 unterschrieb er bei Hannover 96 in der Regionalliga Nord. 1997/98 stieg er mit Hannover 96 in die Zweite Liga auf und bestritt dort in der folgenden Saison 16 Spiele (fünf Tore). Bei Eintracht Braunschweig in der Regionalliga Nord ließ er seine Spielerkarriere ausklingen.
Neben 36 Bundesligaspielen absolvierte er insgesamt 203 Zweitligaspiele (38 Tore), 141 Regionalligaspiele (46 Tore) und 61 Oberligaspiele (39 Tore).

### Nationalmannschaft
Hecking wurde elf Mal für die deutsche U-18-Nationalmannschaft aufgeboten und erzielte dabei acht Tore.

## Trainer- und Funktionärskarriere

### SC Verl
Zur Saison 2000/01 wurde Hecking Cheftrainer des SC Verl, der in der Regionalliga Nord spielte. Am 29. Januar 2001 wurde Hecking trotz sportlicher Erfolge von seinen Aufgaben freigestellt, nachdem er die Absicht geäußert hatte, den Verein verlassen zu wollen.

### VfB Lübeck
Am 27. März 2001 übernahm Hecking das Training beim Regionalligisten VfB Lübeck. Zum Ende der Saison 2000/01 verpasste Lübeck knapp den Aufstieg in die 2. Bundesliga, ein Jahr später gelang dieser. In der Saison 2002/03 hielt Hecking mit der Mannschaft die Klasse in der 2. Bundesliga. Die Zweitligasaison 2003/04 verlief schwieriger; der Verein zog im DFB-Pokal zwar ins Halbfinale ein und scheiterte dort knapp am späteren Pokalsieger und Meister Werder Bremen, doch in der Liga kämpfte Lübeck gegen den Abstieg. Das Team stieg am letzten Spieltag ab und Hecking erklärte seinen Rücktritt.

### Alemannia Aachen
Zur Saison 2004/05 übernahm Hecking den Zweitligisten Alemannia Aachen. Der Verein startete auch im UEFA-Pokal, weil er in der Vorsaison das Pokalfinale erreicht hatte und der andere Finalist und spätere Pokalsieger, SV Werder Bremen, mit dem Gewinn der Deutschen Meisterschaft bereits automatisch für die UEFA-Champions League qualifiziert war. Alemannia Aachen als Finalgegner im DFB-Pokal durfte damit den Platz von Werder Bremen in dem UEFA-Pokal einnehmen. Aachen lieferte einige sehr gute Spiele und besiegte unter anderem den OSC Lille (Frankreich) und AEK Athen (Griechenland). In der Zweiten Liga verpasste die Alemannia den Aufstieg in die 1. Bundesliga. Dieser gelang in der Saison 2005/06. Nach dem dritten Spieltag der Saison 2006/07 löste Hecking seinen Vertrag mit Alemannia Aachen auf, um ein Angebot des Ligakonkurrenten Hannover 96 anzunehmen.

### Hannover 96
Hecking übernahm am 10. September 2006 die Verantwortung als Trainer von Hannover 96, als Nachfolger von Peter Neururer. Neururer hatte kurz zuvor, am 26. August 2006, mit seiner Mannschaft gegen Alemannia Aachen, Heckings bisheriger Mannschaft, zu Hause mit 0:3 verloren. Ohne Punkte auf dem letzten Tabellenplatz stehend, wurde Neururer beurlaubt. Hecking führte den Bundesligisten im Verlauf der Saison aus der Abstiegszone heraus und stand kurzfristig auf einem UEFA-Cup-Platz. Zum Saisonende ließen die Leistungen nach und Hannover 96 schloss die Saison 2006/07 auf Rang 11 ab. Die Saison 2007/08 begann wieder stark, mit guten Aussichten auf die Qualifizierung für den UEFA-Cup. Aufgrund einer schwächeren Rückrunde beendete die Mannschaft die Saison auf Platz 8. In der Saison 2008/09 blieb die Mannschaft weit hinter den Erwartungen, die Hecking nach der erfolgreichen Vorsaison mit der Ankündigung des Erreichens eines UEFA-Cup-Platzes geschürt hatte, zurück. Nach einem 1:3 im ersten Auswärtsspiel der Rückrunde gegen Energie Cottbus und nur einem Auswärtspunkt während der gesamten Saison rutschte Hannover 96 in die Nähe zu den Abstiegsplätzen. Dennoch stärkte Präsident Kind dem Trainer den Rücken, erwartete in Zukunft allerdings von Mannschaft und Trainer einen Aufwärtstrend. Hannover beendete die Saison schließlich auf Platz 11.
Nach 101 Bundesligaspielen als Trainer trat Hecking am 19. August 2009 bei Hannover 96 zurück. Zu diesem Zeitpunkt war er mit dieser Zahl der Trainer mit den meisten Spielen in der Geschichte der „Roten“. Später überbot Mirko Slomka mit 169 Spielen diesen Rekord.

### 1. FC Nürnberg

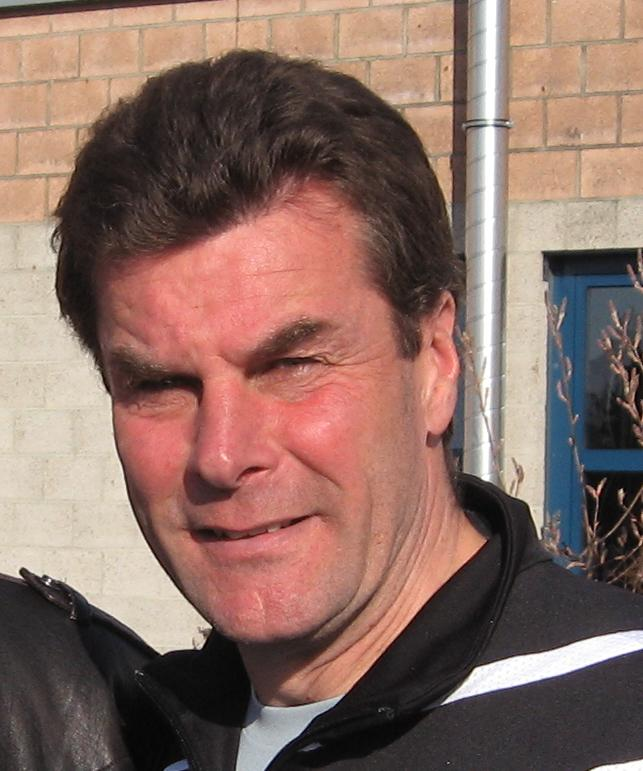
Hecking beim 1. FC Nürnberg (2010)

Am 28. Dezember 2009 übernahm Hecking die Bundesligamannschaft des 1. FC Nürnberg als Nachfolger von Michael Oenning. Er unterschrieb einen Vertrag bis zum Ende der Saison 2009/10, der sich mit dem Klassenerhalt um ein Jahr verlängerte. Nach der Rückrunde stand der Bundesligist am Saisonende auf einem Relegationsplatz und musste dadurch zwei weitere Spiele gegen den Drittplatzierten der 2. Bundesliga absolvieren. Das Hinspiel der Relegation gegen den FC Augsburg gewann der Club 1:0, im Rückspiel siegte er mit 2:0. Damit war der Klassenerhalt gesichert.
Im Jahr darauf baute Hecking in Nürnberg aus Leih- und Nachwuchsspielern ein erfolgreiches Team auf und brachte zehn Bundesligadebütanten unter 23 Jahren zum Einsatz. Nach mehreren Punktgewinnen v. a. im Frühjahr 2011 erreichte der Club am Saisonende Platz 6. Nur zweimal stand der Verein in seiner Bundesligageschichte in einer Abschlusstabelle besser da.
Vor der Saison 2011/12 verlängerte Hecking seinen Vertrag für die Bundesliga bis zum 30. Juni 2014. Nach dem Weggang einiger Schlüsselspieler musste Hecking das Team erneut auf wichtigen Positionen umbauen. Die Mannschaft, die sich zum Ende der Vorrunde noch in Abstiegsgefahr befunden hatte, belegte am Ende einen sicheren Mittelfeldplatz. Nach der Vorrunde der Spielzeit 2012/13 lag der Verein auf einem Platz im hinteren Mittelfeld und hatte acht Punkte Abstand zum Relegationsplatz.

### VfL Wolfsburg

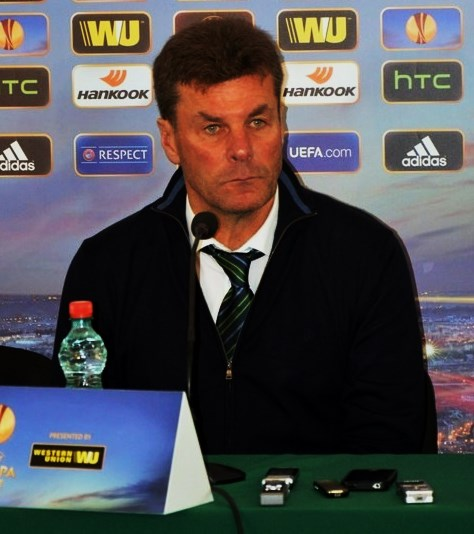
Hecking bei einer Pressekonferenz zu einem Europa-League-Spiel (2014)

Hecking wechselte zum Jahreswechsel 2012/13 zum Liga-Konkurrenten VfL Wolfsburg. Dort erhielt er einen Vertrag bis 2016. Er übernahm den VfL auf dem 15. Tabellenplatz und schloss die Saison mit der Mannschaft auf Platz 11 ab. In seinem zweiten Jahr erreichte er mit dem VfL als Fünfter die Europa League. In seinem dritten Jahr gelangen die Vizemeisterschaft und der Einzug in die Champions League. Am 30. Mai 2015 gewann er mit Wolfsburg den DFB-Pokal gegen Borussia Dortmund (3:1). Dies war Heckings erster Titel im deutschen Fußball. Zwei Monate später gelang Hecking sein zweiter Titel als Trainer, als seine Mannschaft den Supercup gegen den Meister 2015, Bayern München, gewann. In der Saison 2015/16 verpasste der VfL Wolfsburg als Tabellenachter die Qualifikation für die europäischen Wettbewerbe. Heckings Vertrag wurde im Sommer 2015 bis 2018 verlängert. Nach dem siebten Spieltag der Saison 2016/17 wurde Hecking vorzeitig beurlaubt. Der VfL stand bei seiner Entlassung auf dem 14. Platz, zwei Punkte vor dem Relegations- und vier Punkte vor einem Abstiegsplatz.

### Borussia Mönchengladbach
Im Januar 2017 übernahm Hecking zur Rückrundenvorbereitung der Saison 2016/17 die Bundesligamannschaft von Borussia Mönchengladbach als Nachfolger von André Schubert. Der Verein stand zu diesem Zeitpunkt auf dem 14. Tabellenplatz. Hecking erhielt zunächst einen bis zum 30. Juni 2019 laufenden Vertrag. Er führte letztlich die Mannschaft in der Saison 2016/17 auf den 9. Tabellenplatz, ebenso in der Saison 2017/18. Im November 2018 wurde seine Vertragslaufzeit bis zum 30. Juni 2020 verlängert. Die Hinrunde der Saison 2018/19 schloss die Mannschaft auf dem 3. Platz ab. In der Rückrunde, in der man in der Rückrundentabelle den 10. Platz belegte, konnte man nicht an die Leistungen der Hinrunde anknüpfen. Anfang April 2019 gab der Verein bekannt, dass man die Zusammenarbeit mit Hecking am Saisonende beenden werde. Hecking beendete die Saison schließlich mit der Borussia auf dem 5. Platz, womit man sich für die Europa League qualifizierte.

### Hamburger SV
Zur Saison 2019/20 übernahm Hecking den Zweitligisten Hamburger SV als Nachfolger von Hannes Wolf, der nach dem verpassten Wiederaufstieg in der Vorsaison freigestellt worden war. Hecking erhielt einen Einjahresvertrag, der sich im Aufstiegsfall und anschließend im Fall des Klassenerhalts automatisch um je ein Jahr verlängert hätte, und nahm seinen langjährigen Co-Trainer Dirk Bremser in den Trainerstab auf. Unter Hecking startete der HSV positiv in die Saison und stand ab dem 3. Spieltag bis zum Ende der Hinrunde stets auf einem direkten Aufstiegsplatz. Die Hinrunde beendete die Mannschaft mit 30 Punkten auf dem 2. Platz. In der Rückrunde brachen die Leistungen allerdings ein. Als die Saison nach dem 25. Spieltag aufgrund der COVID-19-Pandemie unterbrochen wurde, stand der HSV noch mit 44 Punkten auf dem Relegationsplatz. Nach dem Ende der zweimonatigen Pause verspielte die Mannschaft in 4 Spielen 6 Punkte in der Nachspielzeit. So auch am 33. Spieltag gegen den Viertplatzierten 1. FC Heidenheim, gegen den man nach einer 1:0-Führung noch mit 1:2 verlor und daher erstmals seit dem 2. Spieltag nicht in den Top-3 stand. Am letzten Spieltag kassierte der HSV mit einem 1:5 gegen den SV Sandhausen seine höchste Saisonniederlage, obwohl aufgrund der gleichzeitigen Niederlage der Heidenheimer gegen den Meister Arminia Bielefeld ein Unentschieden zum Erreichen der Relegation gereicht hätte. Der HSV beendete die Saison schließlich mit 54 Punkten – 2 Punkte weniger als in der Vorsaison – auf dem 4. Platz. In der Rückrundentabelle belegte die Mannschaft mit 24 Punkten sogar nur noch den 7. Platz. Nach dem Saisonende beschlossen Hecking und der Sportvorstand Jonas Boldt, den auslaufenden Vertrag nicht zu verlängern.

### Sportvorstand beim 1. FC Nürnberg
Zur Saison 2020/21 wurde Hecking Sportvorstand des 1. FC Nürnberg, der in der Vorsaison erst in der Relegation den Klassenerhalt in der 2. Bundesliga erreicht hatte. Er unterschrieb einen Vertrag bis zum 30. Juni 2023 und folgte auf Robert Palikuća. Wenige Tage nach seiner Amtsübernahme verpflichtete er Robert Klauß als neuen Cheftrainer. Anfang März 2021 verpflichtete Hecking zudem Olaf Rebbe, mit dem er bereits in Wolfsburg zusammengearbeitet hatte, als Sportdirektor. Die erste Saison unter Heckings Führung schloss der FCN auf dem 11. Platz ab.
In der Saison 2021/22 spielte der 1. FC Nürnberg lange um den Aufstieg. Nach nur einem Punkt aus den letzten drei Saisonspielen reichte es jedoch nur zum 8. Platz mit 9 Punkten Rückstand auf den Aufstiegsrelegationsplatz. 
Nach einem Fehlstart in die Saison 2022/23 ersetzte er Klauß nach dem 10. Spieltag auf Platz 14 stehend durch Markus Weinzierl. Jedoch konnten auch unter Weinzierl die Leistungen nicht gesteigert werden, sodass Hecking sich nach dem 21. Spieltag von ihm trennte, als der Club auf dem 13. Platz stand und nur zwei Punkte Vorsprung auf einen Abstiegsplatz hatte. Er übernahm daraufhin die Mannschaft bis zum Saisonende als Interimstrainer selbst. Unter Hecking befand sich der 1. FC Nürnberg bis zum letzten Spieltag im Abstiegskampf, konnte die Saison jedoch schließlich mit 39 Punkten auf dem 14. Platz beenden.
Anschließend beförderte er zur Saison 2023/24 seinen vorherigen Assistenten Cristian Fiél zum Cheftrainer. Unter diesem wurde die Hinrunde auf dem 10. Platz abgeschlossen. Anfang Mai 2024 wurde Hecking mit sofortiger Wirkung abberufen. Laut dem Aufsichtsrat sei die Entwicklung in der aktuellen Saison „rückläufig und im Rückblick auf die vergangenen vier Jahre auf unbefriedigendem Niveau konstant“. Zum Zeitpunkt der Trennung waren die Nürnberger das zweitschlechteste Rückrundenteam und in der Tabelle zwei Spieltage vor dem Saisonende Dreizehnter mit fünf Punkten Vorsprung auf den Abstiegsrelegationsplatz.

### VfL Bochum
Anfang November 2024 kehrte Hecking nach knapp fünfeinhalb Jahren als Cheftrainer in die Bundesliga zurück und übernahm den VfL Bochum als Nachfolger von Peter Zeidler. Er unterschrieb einen Vertrag bis zum Ende der Saison 2024/25. Der VfL stand nach dem 9. Spieltag mit einem Punkt auf dem letzten Platz und hatte sieben Punkte Rückstand auf den Relegationsplatz sowie ersten Nicht-Abstiegsplatz.

## Erfolge als Trainer
Vereine
- Deutscher Pokalsieger: 2015 (VfL Wolfsburg)
- Deutscher Supercupsieger: 2015 (VfL Wolfsburg)
- Aufstieg in die Bundesliga: 2006 (Alemannia Aachen)
- Meister der Regionalliga Nord und Aufstieg in die 2. Bundesliga: 2002 (VfB Lübeck)

Individuell
- Deutschlands Fußballtrainer des Jahres: 2015

## Privates
Bis zu seinem dritten Lebensjahr wuchs Hecking in seiner Geburtsstadt Castrop-Rauxel auf. Danach zog seine Familie nach Soest, wo er die restliche Kindheit verbrachte. Dieter Hecking war drei Jahre Polizist im mittleren Dienst mit dem letzten Dienstgrad Polizeimeister, bevor er seinen ersten Profivertrag bei Borussia Mönchengladbach unterschrieb. Anschließend absolvierte er eine kaufmännische Ausbildung und studierte Sportmanagement. Hecking besitzt zudem sämtliche Trainerscheine. Er lebt mit seiner Frau und fünf Kindern heute in Bad Nenndorf (Landkreis Schaumburg).